# Clădirea morii (Călimănești)
Clădirea morii este o clădire amplasată în Călimănești, raionul Nisporeni, Republica Moldova. Este un monument istoric și de artă de importanță națională inclus în Registrul monumentelor Republicii Moldova ocrotite de stat cu nr. 840 (raionul Nisporeni). Datează din sec. XIX.